# Eucalyptus behriana
Eucalyptus behriana är en myrtenväxtart som beskrevs av Ferdinand von Mueller. Eucalyptus behriana ingår i släktet Eucalyptus och familjen myrtenväxter. Inga underarter finns listade i Catalogue of Life.